# Аякучо (регион)
Аяку̀чо (на испански: Ayacucho) е един от 25-те региона на южноамериканската държава Перу. Разположен е в югозападната част на страната. Аякучо е с площ от 43 814,80 км². Регионът има население от 616 176 жители (по преброяване от октомври 2017 г.).

## Провинции
Аякучо е разделен на 11 провинции, които са съставени от 111 района. Някои от провинциите са:
1. Виктор Фахардо
2. Ла Мар
3. Луканас